# Fenmao
Fenmao (chinois : 蚡冒), (??? - 741 av. J.C) est le dix-septième et avant-dernier Vicomte de Chu. Il règne entre l'an 757 et l'an 741 av. J.C, soit au début de la période des printemps et automnes  de l'histoire de la Chine. Son nom de naissance est Xiong Xuan (chinois traditionnel : 熊眴), Fenmao étant son nom posthume.
Fenmao succède à son père Xiāo’áo, qui meurt en l'an 758 av. J.C. Il règne sur le Chu pendant 16 ans et à sa mort c'est son frère Xiong Che (chinois : 熊徹), qui devient le nouveau dirigeant du Chu. 
Selon certaines sources, Che aurait fait assassiner Fenmao pour usurper le trône et selon d'autres, c'est le fils de son frère qu'il aurait tué pour s'emparer du pouvoir.  Xiong Che est plus connu comme étant le Roi Wu de Chu, car il est le dernier dirigeant à porter le titre de vicomte et le premier a se proclamer Roi.
Si Fenmao porte uniquement le titre de vicomte de son vivant, le Han Fei Zi, la compilation des œuvres du philosophe Han Fei,  et les Chants de Chu parlent pourtant de lui comme étant le Roi Li de Chu (chinois : 楚厲王).